# Росли укупочці, зросли

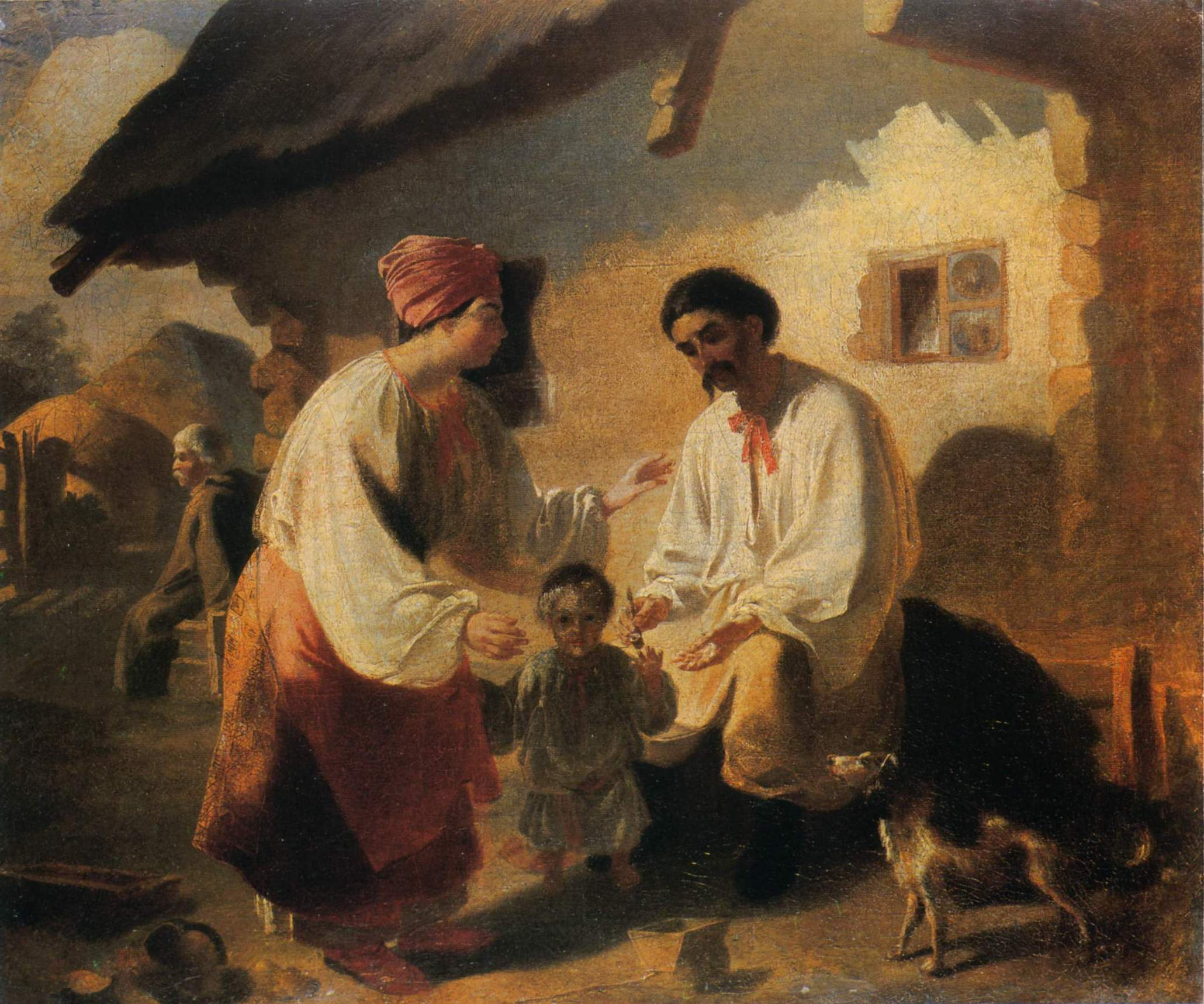
Тарас Шевченко. «Селянська родина» (полотно, олія, 1843)

«Росли укупочці, зросли» — вірш Тараса Шевченка 1860 року. За визнанням літературознавців, у вірші втілено як особисту мрію поета про родинний «затишок», так і загальнолюдський етичний ідеал любові, добра і краси людських взаємин.

## Написання
Вірш належить до періоду останніх років життя і творчості Шевченка. Написаний він 25 червня 1860 року в Санкт-Петербурзі, у перші дні закоханості поета в Ликеру Полусмак. Намагання позбутися самотності й побутової невлаштованості знайшло вияв як у спробах одружитися, так і в поезіях інтимного змісту, навіяних мріями про особисте щастя.

## Жанр, композиція
Вірш являє собою ліричну мініатюру — ідилію на родинну тему і одночасно моральну настанову. Композиція твору — двочастинна, у кожній із двох восьмирядкових строф чотиристопного ямба свої стилістичні особливості й відносна тематична викінченість. Кожна строфа скріплена наскрізною римою: у першій це —«зросли —розійшлись —прийшли —жили»; у другій строфі — «рости —перейти —принести»; цими римами позначено подвійну лінію ліричного сюжету. Перша строфа — це лірична розповідь від третьої особи, завдяки якій маємо ліричний фрагмент з розповідною основою, тобто з подієвістю (фабульністю). Друга строфа — переважно медитативна, насичена авторськими рефлексіями, є зверненим монологом, властивим для жанру молитви.

## Ліричний сюжет і зміст
Ліричний сюжет твору побудовано на смисловому зіставленні обох частин і логічному розвиткові думки. У мініатюрі максимально стисло викладається життєва історія люблячої пари, яка почалась зі спільного щасливого дитинства хлопчика й дівчинки, що «росли укупочці», згодом «зросли», тобто досягли того віку, коли з'являється нова психологічна ситуація їхніх взаємин; далі пережили нетривалу розлуку («Неначе й справді розійшлись!»), але в підсумку таки «Зійшлись незабаром. Побрались». Далі з'являється медитативний підтекст, оцінні авторські повідомлення етичного змісту й зображення кількома скупими штрихами найтривалішого відрізку життєвої історії героїв, які пройшли свою путь «Аж до самої домовини». Виклад життєвих етапів супроводжується щирим авторським подивом: «А меж людьми ж вони жили!» і захопленням красою взаємин подружжя, яке пройшло життєву дорогу в злагоді й любові, залишаючись чистими, як діти («Душею-серцем неповинні»), у відповідності з моральним законом. Зворушений красою стосунків своїх героїв, поет входить у стан духовного піднесення й молитви, звертаючись до Бога з проханням такої ж самої долі й собі й, очевидно, коханій: («Подай же й нам, всещедрий Боже! // Отак цвісти, отак рости, // Так одружитися і йти, // Не сварячись в тяжкій дорозі, // На той світ тихий перейти»). Останні три рядки вірша з їх урочистою стилістикою: («Не плач, не вопль, не скрежет зуба — // Любов безвічную, сугубу // На той світ тихий принести») постають у вже новій якості, що підноситься над минущістю у сферу позачасовості, у сферу Бога, стає головним змістом поезії, набуваючи універсального загальнолюдського змісту.
| Ліві лапки | Свій ідеальний світ Шевченко не вигадує, а таки відкриває його етичним чуттям у реальному житті людей, «серцем неповинних». Отже, Шевченко художньо тут змоделював реальне людське життя, постулюючи свій етичний ідеал як мету людського морального самоствердження — літературознавець Володимир Мовчанюк | Праві лапки |

## Автограф
Первісний автограф не відомий. Єдиний чистовий автограф вірша у «Більшій книжці». Датується за автографом та його місцем у «Більшій книжці» серед творів 1860 року: 25 червня 1860 рік, Санкт-Петербург.

## Видання
Вперше вірш надруковано за «Більшою книжкою» в журналі «Основа» (1862. — № 5. — С. 1) без трьох останніх рядків (14—16).
До збірки творів вірш уперше введено у виданні: «Кобзарь Тараса Шевченка» / Коштом Д. Е. Кожанчикова. (СПб., 1867. — С. 649), де подано за першодруком, без рядків 14—16. Повністю вперше вірш надруковано у виданні: «Шевченко Т. Кобзарь» (СПб., 1907. — С. 592).

## Мистецькі інтерпретації
- На слова вірша створено пісню, яку виконують сестри Тельнюк.
- Мистецький ідеал вірша втілено також у картині Т. Шевченка «Селянська родина» (1843).
- Ілюстрацію до вірша створив художник О. Івахненко (1988).